# Щецинецкий повет
Щецинецкий повет (пол. Powiat szczecinecki) — повет (район) в Польше, входит как административная единица в Западно-Поморское воеводство. Центр повета — город Щецинек. Занимает площадь 1765,22 км². Население — 79 104 человека (на 2013 год).
Состав повета:
- города: Щецинек, Барвице, Бялы-Бур, Борне-Сулиново
- городские гмины: Щецинек
- городско-сельские гмины: Гмина Барвице, Гмина Бялы-Бур, Гмина Борне-Сулиново
- сельские гмины: Гмина Гжмёнца, Гмина Щецинек

## Демография
Население повета дано на 2005 год.
| Перепись            | Всего  | Всего | Женщины | Женщины | Мужчины | Мужчины |
| ------------------- | ------ | ----- | ------- | ------- | ------- | ------- |
|                     | чел.   | %     | чел.    | %       | чел.    | %       |
| Всего               | 77 331 | 100   | 39 633  | 51,3    | 37 698  | 48,7    |
| Городское население | 48 924 | 100   | 25 676  | 52,5    | 23 248  | 47,5    |
| Сельское население  | 28 407 | 100   | 13 957  | 49,1    | 14 450  | 50,9    |